# Рохмачевская
Рохмачевская — деревня в Шенкурском районе Архангельской области. Входит в состав муниципального образования «Усть-Паденьгское».

## География
Деревня расположена в южной части Архангельской области, в таёжной зоне, в пределах северной части Русской равнины, в 47 километрах на юг от города Шенкурска, на правом берегу реки Шереньга, притока Ваги. Ближайшие населённые пункты: на востоке деревни Тронинская и Горская.
Часовой пояс
Рохмачевская, как и вся Архангельская область, находится в часовой зоне МСК (московское время). Смещение применяемого времени относительно UTC составляет +3:00.

## Население
| 2002 | 2010 | 2012 |
| ---- | ---- | ---- |
| 0    | →0   | ↗3   |

## История
Указана в «Списке населённых мест по сведениям 1859 года» в составе Шенкурского уезда(1-го стана) Архангельской губернии под номером «1977» как «Рахмачевская». Насчитывала 7 дворов, 30 жителей мужского пола и 24 женского.
В «Списке населенных мест Архангельской губернии к 1905 году» деревня Рохмачевская насчитывает 15 дворов, 53 мужчины и 61 женщину.  В административном отношении деревня входила в состав Шеренгского сельского общества Устьпаденгской волости.
На 1 мая 1922 года в поселении 23 двора, 52 мужчины и 71 женщину.